# Irish Moutarde
Irish Moutarde est un groupe de punk celtique établi dans la ville de Québec au Canada.

## Biographie

### Origine du nom
Le nom est une référence à « relish, moutarde ».

### Débuts et hommage au punk celtique (2009-2012)
À l’occasion du retour du défilé de la Saint-Patrick de Québec en 2010, le groupe de rock progressif Eerie a été invité à participer au défilé mais en se transformant en groupe hommage à la musique celtique. 
À la suite du défilé, les membres du groupe Eerie ont décidé de poursuivre en tant que groupe hommage au meilleur du punk celtique (Dropkick Murphys, Flogging Molly, The Real Mackenzies, , etc.). Les membres abandonnent le projet Eerie,. 
Durant cette période, les frères Christian et Dominic Haerinck se joignent au groupe et ajoutent des instruments traditionnels comme le banjo, la cornemuse, la flûte, la mandoline et la harpe pour mettre l'accent sur l'aspect mélodique du punk celtique.

### The Bear and the Maiden Fairet Olaf (2012)
En 2012, Irish Moutarde sort son premier extrait nommé The Bear and the Maiden Fair.

### Raise 'Em All(2013-2014)
Irish Moutarde sort son premier album Raise 'Em All en septembre 2013.   
L’album est produit et réalisé de façon indépendante avec le support de Jef Fortin (mixage et mastering).
L’album reçoit de nombreuses critiques dans le domaine du punk celtique,.
Le groupe sort un vidéoclip pour la chanson Farewell to Drunkenness.
Les artisans de la Microbrasserie Corsaire de Lévis (Québec) et Irish Moutarde élaborent une bière, la Olaf.

### Départs et reconstruction (2015-2017)
En 2015, Irish Moutarde enregistre une reprise de la chanson The Dirty Glass.

### Perdition(2018)
Le 1er mars 2018 sort le deuxième album d'Irish Moutarde, Perdition. Tout comme Raise 'Em All, l’album est entièrement autoproduit et autofinancé par les revenus de spectacles et les ventes de marchandise du groupe. La tournée qui suit la sortie de l’album s’arrête dans plusieurs villes canadiennes et en France. Le deuxième album est, comme Raise 'Em All, très bien accueilli par la critique,.

## Membres
- Andrée-Anne Hallé : Vocal, clavier
- Frédéric Audette : Basse, vocal
- Jérôme Bélanger : Guitare
- Mathieu Audet : Guitare, vocal
- Sébastien Malenfant : Drums, vocal
- Christian Haerinck : Cornemuse
- Dominic Haerinck : Banjo, Mandoline

## Discographie

### Raise 'Em All(2013)
1. The Black Mill
2. Farewell to Drunkenness
3. The Cabin
4. I Heard Jesus Was
5. Glasses to the Sky
6. Olaf
7. LLL
8. D.O.E.
9. The Fields of Athenry
10. The Bear and the Maiden Fair
11. The Wearing of the Green
12. A Lad and a Hag

### Perdition(2018)
1. Prélude en La (lala)
2. The Poison Trail
3. Terre rouge
4. Jarrets
5. Eat, Drink and Be Merry
6. N'oublions pas
7. À la santé de Lucifer
8. Only in your Lies
9. Bientôt
10. Old Days
11. Go Away
12. Condamnés
13. The Bitter End

### Compilations
1. Famous for Nothing: A tribute to Dropkick Murphys (2015)
2. Ça tire !, vol. 4 (2018)